# Johanna Veth

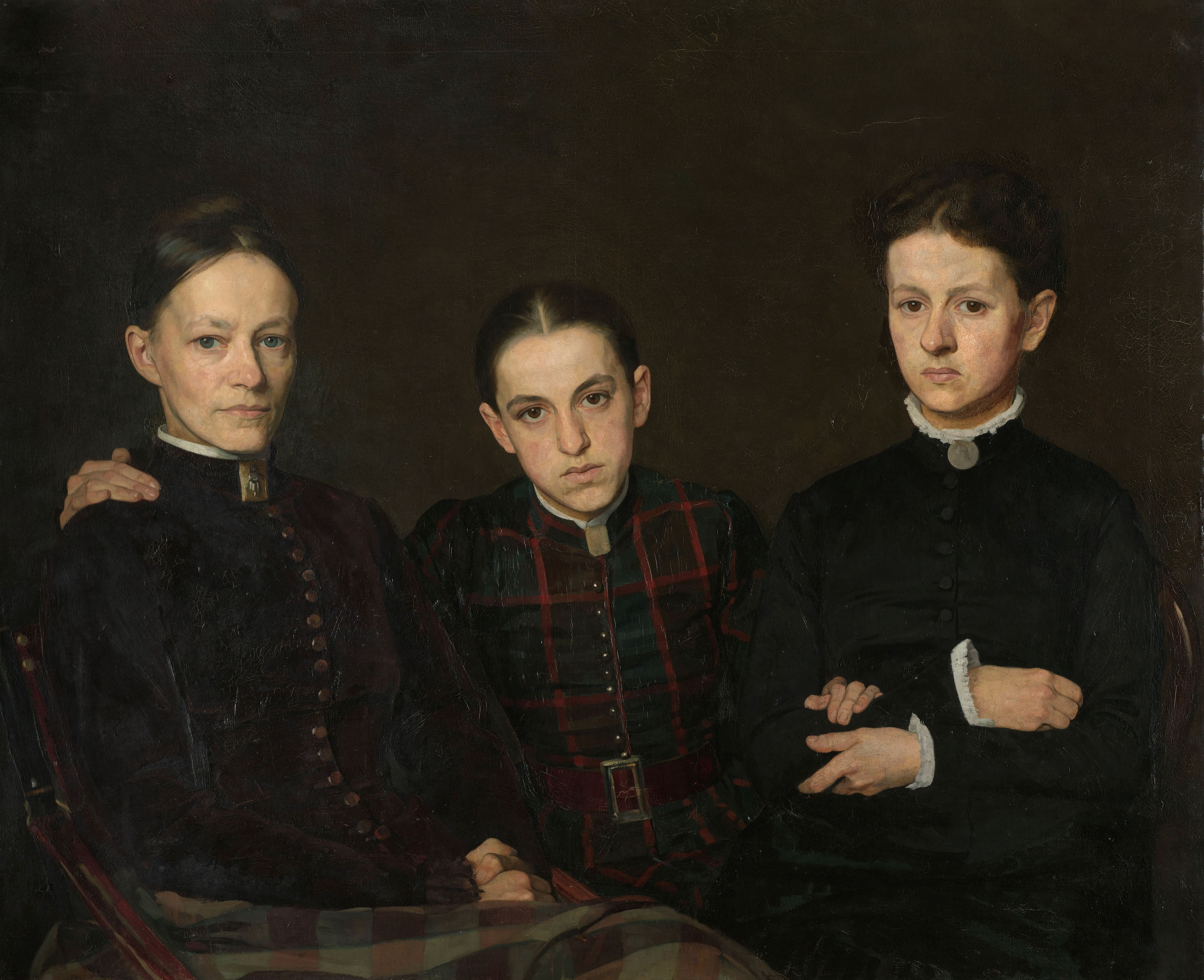
Drie zusters Veth van Jan Veth (1885)

Johanna Francina Veth (Dordrecht, 29 augustus 1852 – Hilversum, 2 maart 1932) was een Nederlands muziekpedagoog.
Johanna Veth was een dochter van de Dordtse ijzerhandelaar en liberale politicus Gerrardus Huibert Veth en Anna Cornelia Giltay. Van moederskant stamde zij af van het Dordtse kunstschildersgeslacht Van Strij; haar moeder was een kleindochter van Jacob van Strij. Ze was zus van kunstenaar Jan Veth. Zelf bleef ze ongetrouwd (overlijdensbericht vermeldt Mejuffrouw).
Ze kreeg haar basisopleiding in Dordrecht van Wilhelmina Gips (zang) en Henri Vink (piano). Voor verdere studies week ze uit naar Rotterdam alwaar ze les kreeg van Friedrich Gernsheim. Deze studies kregen een vervolg in Amsterdam, alwaar weer twee beroemde docenten van het Conservatorium van Amsterdam werden ingeschakeld: Johannes Messchaert op zang en Jean-Baptiste de Pauw op piano. In plaats van een podiumloopbaan wendde ze zich tot zangles geven in Amsterdam, vanaf 1906 te Twello en vanaf 1910 te Deventer, maar reisde nog steeds op en neer naar Amsterdam. Zij leidde in de omgeving van Deventer en Apeldoorn ook koren. Voor wat betreft opleiden was ze aanhanger van het systeem van Lodewijk de Sonnaville.
Veth schreef ook een aantal educatieve boekwerkjes:
- De gronden der muziekleer
- Noten en rythmus, leesoefeningen bij het muziekonderwijs
- De vroolijke notenleer
- Spreekoefeningen
- Zingen en spelen, twaalf kinderpianostukjes met zang
- Voor ’t eerste leerjaar aan ’t klavier
- tweestemmige zangstudien voor vrouwenkoor
- Vijftien Sint-Nicolaasliedjes
- Twaalf driestemmige vrouwenkoren
- Het Kerstfeest, twaalf kerstliedjes met tekst van Clara van Voogt
- Repelsteeltje, een kinderoperette; tot in de jaren zestig regelmatig uitgevoerd.

Voorts schreef ze artikelen voor het bladen als Weekblad voor Muziek. Haar bekendste werk is vermoedelijk de tekst van het sinterklaasliedje Daar wordt aan de deur geklopt.
De laatste jaren bracht ze door bij haar familie aan de Sterrelaan in Hilversum en werd begraven op de Algemene begraafplaats van Bussum. Anton Averkamp, directeur van het Conservatorium van Utrecht en haar muziekuitgever H.W., Wagenaar stonden aan het graf.
Broer Jan Veth schilderde rond 1885 zijn drie zusters Cornelia, Clara en Johanna; het origineel bevindt zich in de collectie van het Rijksmuseum Amsterdam. Haar archief bevindt zich in de collectie van Kunstmuseum Den Haag.